# Prato Perillo
Prato Perillo is een plaats (frazione) in de Italiaanse gemeente Teggiano, provincie Salerno, en telt ongeveer 3.000 inwoners.